# Остін Еджиде
Остін Еджиде (англ. Austin Ejide, нар. 8 квітня 1984, Оніча) — нігерійський футболіст, воротар клубу «Хапоель» (Хадера).

## Клубна кар'єра
У дорослому футболі дебютував 1999 року виступами за команду клубу «Габрос Інтернешенал». Там він виступав 3 сезони, після чого перейшов в туніський клуб «Етуаль дю Сахель».
Влітку 2006 року Еджиде почали цікавитися французькі команди «Мец» і «Парі Сен-Жермен», однак нігерійський голкіпер підписав контракт з «Бастією», після тривалих переговорів. Сума трансферу склала 150 тис. євро. Після переходу Еджиде став основним воротарем команди, незважаючи на численних травми, через які нігерієць часто пропускав матчі. 2008 року «Бастія» виставила Еджиде на трансфер, через перехід в стан корсиканців Маседо, який витіснив Еджиде з основного складу. Однак вигідних пропозицій клуб не отримав, і нігерієць залишився в команді ще на рік, який провів на лаві запасних.
У червні 2009 року контракт Еджиде закінчився, і він в статусі вільного агента перейшов до клубу «Хапоель» з Петах-Тікви.
До складу клубу «Хапоель» (Беер-Шева) приєднався влітку 2012 року. Відіграв за беер-шевську команду 55 матчів в національному чемпіонаті. У 2015 він залишив «Хапоель» (Беер-Шева), але так і не зміг підписати контракту з жодним іншим клубом, тому протягом усього 2016 не грав.
19 листопада 2017 року приєднався до команди «Хапоель» (Хадера), який тоді виступав у Лізі Леуміт — другому за силою ізраїльському дивізіоні. У сезоні 2017/18 став героєм клубу, залишивши свої ворота недоторканими в 15 з 27 ігор чемпіонату, що дозволило команді з Хадери вперше за 39 років вийти до найвищого дивізіону. 

## Виступи за збірну
Еджиде дебютував у складі збірної Нігерії 16 червня 2001 року в матчі останнього відбіркового туру Кубка Африки проти збірної Намібії.
2002 року він поїхав зі збірною на чемпіонат світу в Японії і Південній Кореї, де був третім воротарем команди. Після цього Еджиде потрапляв тричі в заявку на кубки африканських націй — 2004 року у Тунісі, на якому команда здобула бронзові нагороди, 2006 року в Єгипті, де збірна знову здобула бронзу, та 2008 року у Гані. Проте лише на турнірі 2008 року Еджиде, який був другим голкіпером команди, виступав як основний воротар, витіснивши зі складу Вінсента Еньєаму.
2010 року Еджиде поїхав на свій другий чемпіонату світу у ПАР, але знову був лише дублером Еньєами.
2013 року Остін знову потрапив в заявку «орлів» — спочатку на Кубок африканських націй в ПАР, на якому збірна стала переможцем, а потім і на розіграш Кубка конфедерацій 2013 року у Бразилії. На обох цих турнірах Еджиде також не виходив на поле.
Відігравши у формі головної команди країни 33 матчі, в 2014 році припинив виступи за збірну.

## Титули і досягнення

### Клубні
- Володар Кубка кубків КАФ: 2003
- Володар Кубка туніської ліги: 2005
- Володар Кубка Конфедерації КАФ: 2006

### Збірна
- Володар Кубка африканських націй (1): 2013
- Бронзовий призер Кубка африканських націй: 2004, 2006, 2010